# Fístula biliar
A fístula biliar , normalmente secundária a uma intervenção cirúrgia, é uma fístula pela qual passa bilis  para as zones circundantes. Pode secundária a um traumatismo, no caso de cálculo biliares, mas usualmente é iatrogénica e acontece após uma cirurgia..
A bilis sendo drenada para o peritoneu origina uma peritonite química, extremamente dolorosa, desenvolvendo um quadro de abdômen agudo.